# 장진희
장진희(1985년 4월 21일 ~)는 대한민국의 영화배우, 모델이다. 2002년 서울컬렉션 이영희 쇼를 통해 데뷔했다.
멜론닷컴 TV 광고를 통해 알려지기 시작한 장진희는 양동근의 뮤직비디오 ‘홍콩가자’, M 이민우의 ‘the M Style’, 빅뱅의 ‘How Gee’ 등 뮤직비디오에 출연했다.
SKY, 미장센, LG 패션 등의 TV 광고를 비롯, 보그, 바자, 엘르, 마리끌레르, 코스모폴리탄 등 패션 매거진을 비롯, 마크 제이콥스, MCM, 베네통, 디젤 등 패션쇼에서 꾸준히 활동하고 있다.
2007년에 결혼했으나, 2009년에 이혼했다. 슬하에 1녀를 두고 있다.

## 학력
- 동덕여자대학교

## 출연 작품

### 뮤직비디오
- 2006년 양동근 - 홍콩가자
- 2007년 M - The 'M' Style
- 2008년 빅뱅 - How Gee
- 2009년 슈프림팀 - Supermagic

### 드라마
- 2020년 번외수사 - 연장 역 (OCN)
- 2020년 사생활 - 민정 역 (JTBC)
- 2022년 아다마스 - 미스 리 역 (tvN)

### 영화
- 2007년 행복 - 간호사 역
- 2017년 포크레인 - 바닷가 여인 역
- 2019년 내안의 그놈 - 국사선생님 역
- 2019년 극한직업 - 선희 역 (본작의 메인 악녀이자 중간 보스, 천만영화)
- 2020년 럭키 몬스터 - 성리아 역

## TV CF
- 하나포스
- 멜론닷컴
- LG 후
- on Style 채널 광고
- LG패션 지오투
- SKY
- 미장센

## 지면 광고
- 현대카드
- 라네즈
- Nike
- 투산
- "비" 포스터
- 모토로라